# Радич (притока Ірши)
Радич — річка в Україні, у Хорошівському районі Житомирської області. Ліва притока Ірши (басейн Дніпра).

## Опис
Довжина річки 12 км. Площа басейну 32,1 км².

## Розташування
Бере початок на північній околиці Курганців. Тече переважно на північний схід через Будо-Рижани, Радичі і впадає у річку Іршу, ліву притоку Тетерева.